# Килн (Мисисипи)
Килн (енгл. Kiln) насељено је место без административног статуса у америчкој савезној држави Мисисипи.

## Демографија
По попису из 2010. године број становника је 2.238, што је 198 (9,7%) становника више него 2000. године.
| Група             | 2000.         | 2010.         |
| Белци             | 1.931 (94,7%) | 2.027 (90,6%) |
| Афроамериканци    | 53 (2,6%)     | 77 (3,4%)     |
| Азијати           | 6 (0,3%)      | 5 (0,2%)      |
| Хиспаноамериканци | 31 (1,5%)     | 83 (3,7%)     |
| Укупно            | 2.040         | 2.238         |